# Sei giorni di Berlino

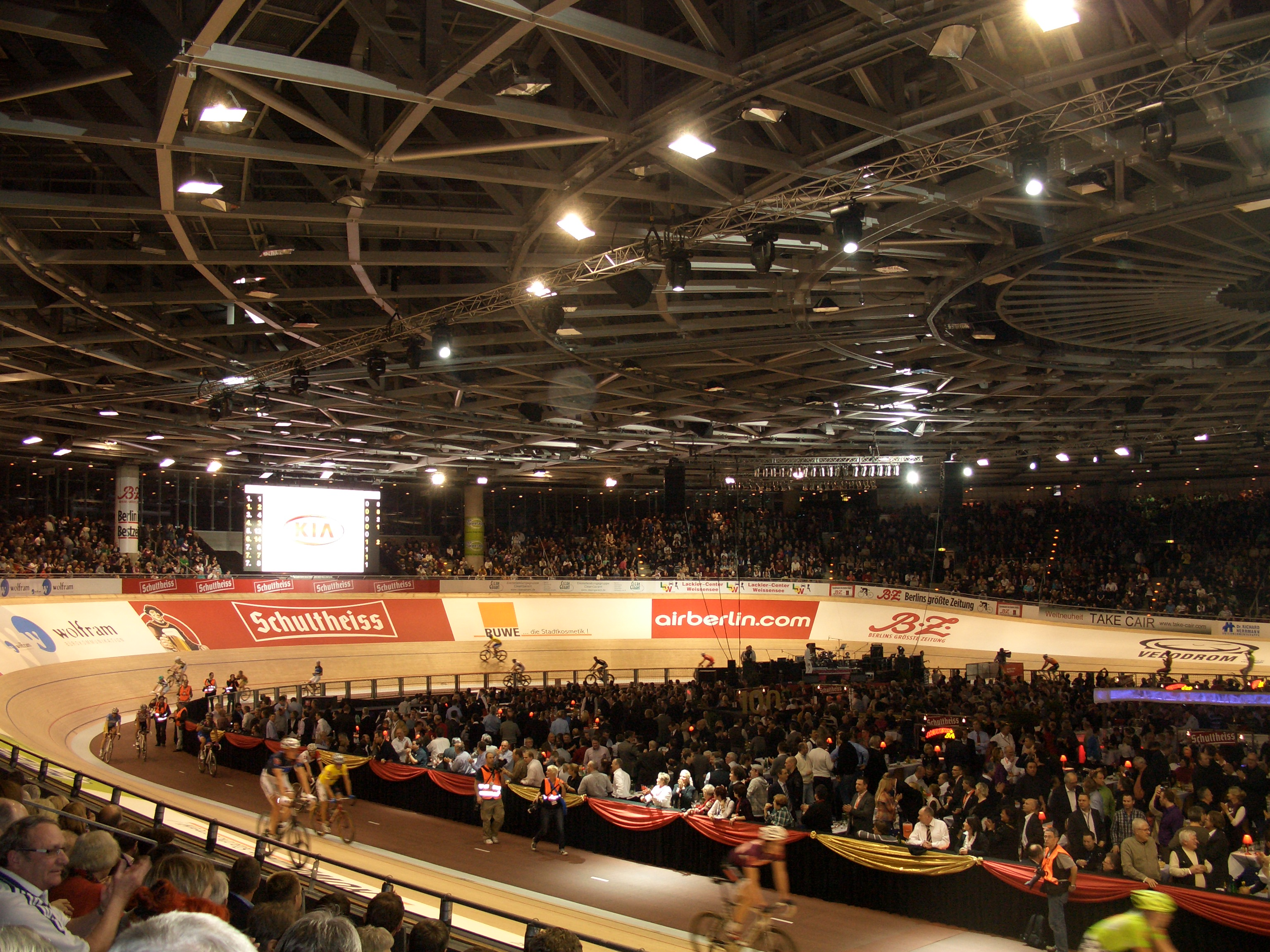
Il Velodrom durante la Sei giorni 2011

La Sei giorni di Berlino è una corsa di ciclismo su pista maschile che si svolge ogni anno al Velodrom di Berlino, in Germania, nell'arco di sei giorni. Insieme alle Sei giorni di Amsterdam, Gand, Grenoble e Copenaghen è una delle cinque più importanti gare sei giorni del circuito mondiale.

## Storia
La prima edizione della gara si tenne tra il 15 e il 21 marzo 1909, nella sala esposizioni del Zoologischer Garten Berlin, su una pista di 150 metri. A disputare la gara, con le regole dello scratch, si presentarono 15 coppie: vinse quella formata dagli statunitensi Floyd McFarland e Jimmy Moran, che in 144 ore completò 3865,7 chilometri.
Nel periodo subito seguente alla prima guerra mondiale la Sei giorni si tenne spessissimo in doppia, o anche tripla, edizione annuale, genericamente una corsa in primavera e una in autunno. Dopo l'interruzione per la seconda guerra mondiale la gara riprese con la sua cadenza biannuale fino al 1970. Tra la metà degli anni 1950 e i primi anni 1970 dominarono la Sei giorni il tedesco occidentale Klaus Bugdahl, che conseguì nove successi, e l'olandese Peter Post, con sette. Nello stesso periodo furono al via anche celebri ciclisti come Rik Van Looy, Rik Van Steenbergen e Eddy Merckx.
Gli anni 1970 videro sette volte vincitore un altro famoso seigiornista, Patrick Sercu (per tre volte con Dietrich Thurau), mentre negli anni 1980 il migliore fu l'australiano Danny Clark con cinque successi. Dopo l'interruzione tra 1991 e 1996 – e la riunificazione tedesca – la gara è tornata a svolgersi con regolarità: protagonisti degli ultimi anni sono stati l'italiano Silvio Martinello e lo svizzero Bruno Risi.

## Albo d'oro
Aggiornato all'edizione 2020.
| Anno     | Vincitori                                    | Secondi                                      | Terzi                                        |
| -------- | -------------------------------------------- | -------------------------------------------- | -------------------------------------------- |
| 1909     | Floyd McFarland & Jimmy Moran                | Marcel Berthet & John Stol                   | Maurice Brocco & Georges Passerieu           |
| 1910     | Jack Clark & Walter Rütt                     | John Stol & Bobby Waltham                    | Marcel Berthet & Maurice Brocco              |
| 1911     | Walter Rütt & John Stol                      | Floyd McFarland & Jimmy Moran                | Maurice Brocco & Gustaf Schilling            |
| 1912 (1) | Walter Rütt & John Stol                      | Joe Fogler & Jimmy Moran                     | Alfred Hill & Eddy Root                      |
| 1912 (2) | Walter Rütt & John Stol                      | Willy Lorenz & Karl Saldow                   | Jimmy Moran & Eddy Root                      |
| 1913     | Jack Clark & Alfred Hill                     | Jules Miquel & John Stol                     | Willy Lorenz & Karl Saldow                   |
| 1914     | Willy Lorenz & Karl Saldow                   | Jules Miquel & John Stol                     | Walter Rütt & Arthur Stellbrink              |
| 1915-18  | non disputata                                | non disputata                                | non disputata                                |
| 1919     | Karl Saldow & Willy Techmer                  | Willy Lorenz & Walter Sawall                 | Emil Lewanow & Otto Pawke                    |
| 1920-21  | non disputata                                | non disputata                                | non disputata                                |
| 1922     | Fritz Bauer & Karl Saldow                    | Erich Aberger & Willy Lorenz                 | Richard Huschke & Klaas van Nek              |
| 1923     | Fritz Bauer & Oskar Tietz                    | Adolf Huschke & Richard Huschke              | Max Hahn & Franz Krupkat                     |
| 1924 (1) | Willy Lorenz & Karl Saldow                   | Fritz Bauer & Franz Krupkat                  | Arthur Stellbrink & Willy Techmer            |
| 1924 (2) | Richard Huschke & Franz Krupkat              | Giuseppe Olivieri & Alessandro Tonani        | Emil Lewanow & Walter Rütt                   |
| 1925 (1) | Emile Aerts & Walter Rütt                    | Max Hahn & Oskar Tietz                       | Alfred Grenda & Alec McBeath                 |
| 1925 (2) | Alois Persijn & Jules Verschelden            | Max Hahn & Oskar Tietz                       | Cesar Debaets & Emile Thollembeeck           |
| 1926 (1) | Harry Horan & Reginald McNamara              | Franco Giorgetti & Willy Rieger              | Max Hahn & Oskar Tietz                       |
| 1926 (2) | Lucien Louet & Pierre Sergent                | Anthony Beckman & Ray Eaton                  | Willy Gottfried & Erich Junge                |
| 1926 (3) | Charles Lacquehay & Georges Wambst           | Erich Junge & Gabriel Marcillac              | Emile Aerts & Jules Van Hevel                |
| 1927 (1) | Willy Lorenz & Alessandro Tonani             | Paul Buschenhagen & Emile Thollembeeck       | Paul Koch & Pierre Rielens                   |
| 1927 (2) | Maurice Dewolf & Piet van Kempen             | Emile Thollembeeck & Oskar Tietz             | Lothar Ehmer & Georg Kroschel                |
| 1928     | Lothar Ehmer & Georg Kroschel                | Willy Rieger & Oskar Tietz                   | Emil Richli & Piet van Kempen                |
| 1929 (1) | Franz Duelberg & Otto Petri                  | Gerard Debaets & Alfons Goossens             | Erich Junge & Georg Kroschel                 |
| 1929 (2) | Erich Dorn & Erich Maczynski                 | Lothar Ehmer & Georg Kroschel                | Gottfried Hürtgen & Werner Miethe            |
| 1930 (1) | Paul Buschenhagen & Piet van Kempen          | Georg Kroschel & Willy Rieger                | Karl Göbel & Jan Pijnenburg                  |
| 1930 (2) | Gottfried Hürtgen & Viktor Rausch            | Adolf Schön & Piet van Kempen                | Georg Kroschel & Willy Rieger                |
| 1931 (1) | Jan Pijnenburg & Adolf Schön                 | Emile Thollembeeck & Oskar Tietz             | Alfredo Dinale & Karl Göbel                  |
| 1931 (2) | Paul Broccardo & Oskar Tietz                 | Karl Göbel & Adolf Schön                     | Adolphe Charlier & Willy Funda               |
| 1932 (1) | Paul Broccardo & Oskar Tietz                 | Gottfried Hürtgen & Viktor Rausch            | Adolphe Charlier & Roger De Neef             |
| 1932 (2) | Paul Broccardo & Marcel Guimbretière         | Willy Funda & Jean Schorn                    | Lothar Ehmer & Willy Rieger                  |
| 1933     | Albert Buysse & Roger De Neef                | Adolphe Charlier & Oskar Tietz               | Karl Göbel & Adolf Schön                     |
| 1934     | Walter Lohmann & Viktor Rausch               | Frans Slaats & Adolphe Van Nevele            | Werner Ippen & Hans Zims                     |
| 1935-48  | non disputata                                | non disputata                                | non disputata                                |
| 1949     | Severino Rigoni & Ferdinando Terruzzi        | Reginald Arnold & Alfred Strom               | Lucien Gillen & Ludwig Hörmann               |
| 1950 (1) | Reginald Arnold & Alfred Strom               | Gustav Kilian & Jean Roth                    | Ludwig Hörmann & Robert Naeye                |
| 1950 (2) | Reginald Arnold & Alfred Strom               | Bernard Bouvard & Henri Surbatis             | Rudi Mirke & Hans Preiskeit                  |
| 1951 (1) | Gustav Kilian & Heinz Vopel                  | Severino Rigoni & Ferdinando Terruzzi        | Lucien Gillen & Guy Lapébie                  |
| 1951 (2) | Émile Carrara & Guy Lapébie                  | Reginald Arnold & Alfred Strom               | Walter Bucher & Armin von Büren              |
| 1952 (1) | Émile Carrara & Guy Lapébie                  | Jean Roth & Armin von Büren                  | Waldemar Knocke & Heinz Zoll                 |
| 1952 (2) | Émile Carrara & Heinz Zoll                   | Walter Bucher & Jean Roth                    | Hans Preiskeit & Walter Zehnder              |
| 1953     | Walter Bucher & Jean Roth                    | Theo Intra & Otto Ziege                      | Ferdi Kübler & Oskar Plattner                |
| 1954 (1) | Gerrit Peters & Gerrit Schulte               | Roger Godeau & Georges Senfftleben           | Walter Bucher & Jean Roth                    |
| 1954 (2) | Émile Carrara & Dominique Forlini            | Stan Ockers & Rik Van Steenbergen            | Horst Holzmann & Otto Ziege                  |
| 1955     | Lucien Gillen & Ferdinando Terruzzi          | Evan Klamer & Kay Werner Nielsen             | Sidney Patterson & Rik Van Steenbergen       |
| 1956     | Walter Bucher & Jean Roth                    | Ferdinando Terruzzi & Otto Ziege             | Evan Klamer & Kay Werner Nielsen             |
| 1957     | Emiel Severeyns & Rik Van Steenbergen        | Reginald Arnold & Ferdinando Terruzzi        | Klaus Bugdahl & Gerrit Schulte               |
| 1958     | Klaus Bugdahl & Gerrit Schulte               | Emiel Severeyns & Rik Van Steenbergen        | Palle Lykke Jensen & Kay Werner Nielsen      |
| 1959     | Palle Lykke Jensen & Kay Werner Nielsen      | Emiel Severeyns & Rik Van Steenbergen        | Klaus Bugdahl & Hans Jaroscewicz             |
| 1960     | Peter Post & Rik Van Looy                    | Klaus Bugdahl & Hans Junkermann              | Palle Lykke Jensen & Kay Werner Nielsen      |
| 1961 (1) | Klaus Bugdahl & Rik Van Steenbergen          | Peter Post & Rik Van Looy                    | Palle Lykke Jensen & Kay Werner Nielsen      |
| 1961 (2) | Klaus Bugdahl & Fritz Pfenninger             | Peter Post & Rik Van Looy                    | Emiel Severeyns & Rik Van Steenbergen        |
| 1962 (1) | Peter Post & Rik Van Looy                    | Klaus Bugdahl & Fritz Pfenninger             | Emiel Severeyns & Rik Van Steenbergen        |
| 1962 (2) | Rudi Altig & Hans Junkermann                 | Peter Post & Rik Van Looy                    | Emiel Severeyns & Rik Van Steenbergen        |
| 1963     | Klaus Bugdahl & Sigi Renz                    | Rik Van Looy & Rik Van Steenbergen           | Freddy Eugen & Palle Lykke Jensen            |
| 1964 (1) | Klaus Bugdahl & Sigi Renz                    | Freddy Eugen & Palle Lykke Jensen            | Fritz Pfenninger & Wolfgang Schulze          |
| 1964 (2) | Fritz Pfenninger & Peter Post                | Freddy Eugen & Hans Junkermann               | Klemens Grossimlinghaus & Sigi Renz          |
| 1965 (1) | Fritz Pfenninger & Peter Post                | Klaus Bugdahl & Sigi Renz                    | Dieter Kemper & Horst Oldenburg              |
| 1965 (2) | Rudi Altig & Dieter Kemper                   | Sigi Renz & Wolfgang Schulze                 | Fritz Pfenninger & Peter Post                |
| 1966 (1) | Klaus Bugdahl & Sigi Renz                    | Fritz Pfenninger & Peter Post                | Freddy Eugen & Palle Lykke Jensen            |
| 1966 (2) | Rudi Altig & Sigi Renz                       | Freddy Eugen & Palle Lykke Jensen            | Klaus Bugdahl & Wolfgang Schulze             |
| 1967 (1) | Dieter Kemper & Horst Oldenburg              | Sigi Renz & Wolfgang Schulze                 | Klaus Bugdahl & Patrick Sercu                |
| 1967 (2) | Klaus Bugdahl & Peter Post                   | Eddy Merckx & Patrick Sercu                  | Dieter Kemper & Horst Oldenburg              |
| 1968 (1) | Freddy Eugen & Palle Lykke Jensen            | Dieter Kemper & Horst Oldenburg              | Sigi Renz & Wolfgang Schulze                 |
| 1968 (2) | Peter Post & Wolfgang Schulze                | Klaus Bugdahl & Rolf Wolfshohl               | Freddy Eugen & Palle Lykke Jensen            |
| 1969 (1) | Horst Oldenburg & Wolfgang Schulze           | Peter Post & Patrick Sercu                   | Klaus Bugdahl & Sigi Renz                    |
| 1969 (2) | Klaus Bugdahl & Dieter Kemper                | Horst Oldenburg & Wolfgang Schulze           | Leo Duyndam & Peter Post                     |
| 1970 (1) | Sigi Renz & Wolfgang Schulze                 | Peter Post & Alain Van Lancker               | Albert Fritz & Dieter Puschel                |
| 1970 (2) | Klaus Bugdahl & Jürgen Tschan                | Albert Fritz & Patrick Sercu                 | Fritz Pfenninger & Peter Post                |
| 1971     | Peter Post & Patrick Sercu                   | Sigi Renz & Wolfgang Schulze                 | Wilfried Peffgen & René Pijnen               |
| 1972     | Leo Duyndam & René Pijnen                    | Sigi Renz & Wolfgang Schulze                 | Albert Fritz & Wilfried Peffgen              |
| 1973     | Sigi Renz & Wolfgang Schulze                 | Graeme Gilmore & Dieter Kemper               | Piet de Wit & Leo Duyndam                    |
| 1974     | René Pijnen & Roy Schuiten                   | Wilfried Peffgen & Jürgen Tschan             | Klaus Bugdahl & Dieter Kemper                |
| 1975     | Patrick Sercu & Dietrich Thurau              | Wilfried Peffgen & Jürgen Tschan             | Albert Fritz & Wolfgang Schulze              |
| 1976     | Günther Haritz & Dietrich Thurau             | René Pijnen & Patrick Sercu                  | Donald Allan & Danny Clark                   |
| 1977     | Eddy Merckx & Patrick Sercu                  | René Pijnen & Dietrich Thurau                | Albert Fritz & Wilfried Peffgen              |
| 1978     | Patrick Sercu & Dietrich Thurau              | Albert Fritz & Wilfried Peffgen              | Günther Haritz & René Pijnen                 |
| 1979     | Patrick Sercu & Dietrich Thurau              | Albert Fritz & Wilfried Peffgen              | Donald Allan & Danny Clark                   |
| 1980     | Gregor Braun & Patrick Sercu                 | Donald Allan & Danny Clark                   | Wilfried Peffgen & René Pijnen               |
| 1981     | Gregor Braun & Dietrich Thurau               | Gert Frank & Hans-Henrik Ørsted              | Wilfried Peffgen & Horst Schütz              |
| 1982     | Maurizio Bidinost & Patrick Sercu            | Wilfried Peffgen & Horst Schütz              | Albert Fritz & Dietrich Thurau               |
| 1983     | Danny Clark & Anthony Doyle                  | Gert Frank & Hans-Henrik Ørsted              | Gregor Braun & Henri Rinklin                 |
| 1984     | Danny Clark & Horst Schütz                   | Gert Frank & Hans-Henrik Ørsted              | Jupp Kristen & Henri Rinklin                 |
| 1985     | Danny Clark & Hans-Henrik Ørsted             | Étienne De Wilde & Stan Tourné               | Jupp Kristen & Joachim Schlaphoff            |
| 1986     | Danny Clark & Anthony Doyle                  | Urs Freuler & René Pijnen                    | Étienne De Wilde & Stan Tourné               |
| 1987     | Urs Freuler & Dietrich Thurau                | Danny Clark & Anthony Doyle                  | Roland Günther & Roman Hermann               |
| 1988     | Danny Clark & Anthony Doyle                  | Urs Freuler & Dietrich Thurau                | Pierangelo Bincoletto & Roman Hermann        |
| 1989     | non disputata                                | non disputata                                | non disputata                                |
| 1990     | Volker Diehl & Bruno Holenweger              | Danny Clark & Roland Günther                 | Pierangelo Bincoletto & Andreas Klaus        |
| 1991-96  | non disputata                                | non disputata                                | non disputata                                |
| 1997     | Olaf Ludwig & Jens Veggerby                  | Adriano Baffi & Marco Villa                  | Andreas Kappes & Carsten Wolf                |
| 1998     | Silvio Martinello & Marco Villa              | Adriano Baffi & Andreas Kappes               | Gerd Dörich & Carsten Wolf                   |
| 1999     | Étienne De Wilde & Andreas Kappes            | Jimmi Madsen & Carsten Wolf                  | Adriano Baffi & Andrea Collinelli            |
| 2000     | Silvio Martinello & Marco Villa              | Andreas Kappes & Olaf Pollack                | Robert Bartko & Scott McGrory                |
| 2001     | Rolf Aldag & Silvio Martinello               | Andreas Beikirch & Andreas Kappes            | Stefan Steinweg & Erik Weispfennig           |
| 2002     | Rolf Aldag & Silvio Martinello               | Matthew Gilmore & Scott McGrory              | Robert Bartko & Andreas Beikirch             |
| 2003     | Kurt Betschart & Bruno Risi                  | Silvio Martinello & Marco Villa              | Andreas Beikirch & Andreas Kappes            |
| 2004     | Robert Bartko & Guido Fulst                  | Franco Marvulli & Marco Villa                | Andreas Beikirch & Andreas Kappes            |
| 2005     | Kurt Betschart & Bruno Risi                  | Robert Bartko & Guido Fulst                  | Robert Slippens & Danny Stam                 |
| 2006     | Robert Slippens & Danny Stam                 | Franco Marvulli & Marco Villa                | Guido Fulst & Leif Lampater                  |
| 2007     | Guido Fulst & Leif Lampater                  | Robert Bartko & Guido Beikirch               | Franco Marvulli & Bruno Risi                 |
| 2008     | Franco Marvulli & Bruno Risi                 | Guido Fulst & Leif Lampater                  | Alexander Aeschbach & Christian Lademann     |
| 2009     | Robert Bartko & Erik Zabel                   | Franco Marvulli & François Parisien          | Kenny De Ketele & Roger Kluge                |
| 2010     | Michael Mørkøv & Alex Rasmussen              | Robert Bartko & Roger Kluge                  | Peter Schep & Danny Stam                     |
| 2011     | Robert Bartko & Roger Kluge                  | Leigh Howard & Cameron Meyer                 | Michael Mørkøv & Alex Rasmussen              |
| 2012     | Leigh Howard & Cameron Meyer                 | Silvan Dillier & Franco Marvulli             | Kenny De Ketele & Iljo Keisse                |
| 2013     | Roger Kluge & Peter Schep                    | Kenny De Ketele & Luke Roberts               | Franco Marvulli & Andreas Müller             |
| 2014     | Kenny De Ketele & Andreas Müller             | Jasper De Buyst & Leif Lampater              | Robert Bartko & Theo Reinhardt               |
| 2015     | Marcel Kalz & Leif Lampater                  | Kenny De Ketele & David Muntaner             | Marc Hester & Alex Rasmussen                 |
| 2016     | Kenny De Ketele & Moreno De Pauw             | Marcel Kalz & Roger Kluge                    | Yoeri Havik & Nick Stöpler                   |
| 2017     | Yoeri Havik & Wim Stroetinga                 | Kenny De Ketele & Moreno De Pauw             | Pim Ligthart & Jens Mouris                   |
| 2018     | Yoeri Havik & Wim Stroetinga                 | Kenny De Ketele & Moreno De Pauw             | Roger Kluge & Theo Reinhardt                 |
| 2019     | Roger Kluge & Theo Reinhardt                 | Marc Hester & Jesper Mørkøv                  | Andreas Graf & Andreas Müller                |
| 2020     | Moreno De Pauw & Wim Stroetinga              | Marc Hester & Oliver Wulff Frederiksen       | Morgan Kneisky & Theo Reinhardt              |
| 2021     | annullata a causa della pandemia di COVID-19 | annullata a causa della pandemia di COVID-19 | annullata a causa della pandemia di COVID-19 |